# Andreas Ekstrand
Andreas Ekstrand, född 2 mars 1725 i Tidersrums socken, död 24 maj 1770 i Björkebergs socken, var en svensk präst.

## Biografi
Andreas Ekstrand föddes 2 mars 1725 i Tidersrums socken. Han var son till kyrkoherden i Sunds socken. Ekstrand studerade i Linköping och blev 1743 student vid Uppsala universitet. Han blev 15 juni 1752 magister och prästvigdes 8 juli 1753. Ekstrand avlade pastoralexamen 26 april 1763 och blev 19 oktober kyrkoherde i Björkebergs församling, tillträdde 1764. År 1763 var han opponent vid prästmötet. Ekstrand avled 24 maj 1770 i Björkebergs socken. Ett epitafium i marmor över honom hängdes upp i kyrkans kor.

### Familj
Ekstrand gift sig 1764 med Catharina Elg (1735–1803). Hon var dotter till lektorn Magnus Elg och Ulrica Mariana Barfoth i Linköping. De fick tillsammans barnen Magnus Peter (född 1765) och Sara Ulrica (1767–1849). Efter Ekstrands död gifte Catharina Elg om sig med kyrkoherden J.M. Nordwall i Västra Hargs socken.